# Violant Carròs i de Centelles
Violant Carròs i de Centelles (Sardenya de 1456 - Sardenya, 1511) fou una noble, Comtessa de Quirra. Filla de Jaume Carròs, comte de Quirra, i de Violant de Centelles. Muller, en primeres núpcies, de Dalmau Carròs i de Mur i, en segones núpcies, de Felip de Castre i Carròs.

## Biografia
Violant va néixer a Sardenya, pels volts de 1456, al castell de sant Miquel. La seva mare, Violant de Centelles, va morir quan ella era molt petita i el seu pare, Jaume Carròs, comte de Quirra, va morir arran d'un tràgic incendi succeït el Nadal de 1468. Violant, doncs, quedà òrfena quan només tenia dotze anys i amb tres germans bastards, més petits que ella. A les portes de la mort, el seu pare nomenà el seu antic adversari, Nicolau Carròs, virrei de Sardenya, com a marmessor i tutor de Violant, el qual administrà el patrimoni de la noia amb total negligència. El virrei i la seva família gaudiren dels béns mobles, de les naus, dels cavalls i de les rendes del malaurat comte de Quirra, en detriment de la jove hereva.
Per Pasqua de l'any 1469, Nicolau Carròs obligà la seva pupil·la a casar-se amb el seu fill Dalmau, però sense tenir en compte el costum i el dret: els parent i amics de la núvia no hi pogueren intervenir, ni tampoc Dalmau atorgà l'esponsalici corresponent en compensació del dot abundant que Violant aportava. Dalmau va morir el juliol de 1478, i uns mesos després moriria també el seu pare. La comtessa quedà aleshores vídua i sense tutor, de manera que pogué començar a reclamar els seus drets, els seus béns, els seus títols i, sobretot, la llibertat personal de decidir sobre la seva vida. El rei Ferran el Catòlic intervingué activament en els seus afers, en algun cas defensant el punt de vista de la seva sogra, Brianda de Mur, i de la seva cunyada Beatriu, muller de Pedro Maça de Liçana, però sovint emparant els drets de la comtessa.
La viduïtat també permeté a Violant començar una nova vida al costat de Felip de Castre i de So, cosí germà del seu difunt marit. El matrimoni se celebrà l'any 1479, probablement abans que acabés l'any prescrit per al dol. La felicitat, però, durà poc, ja que Felip va morir el 1482, deixant altra vegada Violant vídua, amb dos fills petits, que moriren sent encara uns infants. Els problemes de la comtessa de Quirra tampoc acabaren aquí, perquè les dificultats econòmiques s'anaren agreujant i els plets contra la seva sogra i la seva cunyada foren constants. Fins i tot, fou detinguda i li fou arrabassat el comtat, a causa dels molts deutes que tenia. Violant aconseguí escapar i arribar fins a la cort, que el 1509 es trobava a Valladolid. El rei Ferran ordenà que li fos restituït el dot i, d'aquesta manera, pogué tornar a Càller.
Violant morí a Sardenya entre l'abril de 1510 i el març de 1511, deixant el comtat de Quirra al seu nebot, fill de Toda, una de les seves germanes bastardes. Aquesta decisió anava en contra d'allò que havia disposat el seu pare, el qual havia designat com a successora Estefania, filla de Nicolau Carròs, en substitució dels altres hereus. Estefania aprovà la decisió de Violant a favor dels descendents del comte Jaume, ja que la seva intenció era evitar més litigis i enfrontaments entre les dues famílies. Però, després de la mort d'Estefania, succeïda el mateix 1511, els descendents de la família Maça-Carròs continuaren pledejant, sense resultats positius, per a apoderar-se del comtat de Quirra.